# Алан (Резваншагр)
Алан (перс. الان) — село в Ірані, у дегестані Хушабар, у Центральному бахші, шагрестані Резваншагр остану Ґілян. За даними перепису 2006 року, його населення становило 195 осіб, що проживали у складі 56 сімей.

## Клімат
Середня річна температура становить 14,05 °C, середня максимальна – 27,34 °C, а середня мінімальна – -0,50 °C. Середня річна кількість опадів – 786 мм.
| Клімат поселення                              | Клімат поселення | Клімат поселення | Клімат поселення | Клімат поселення | Клімат поселення | Клімат поселення | Клімат поселення | Клімат поселення | Клімат поселення | Клімат поселення | Клімат поселення | Клімат поселення | Клімат поселення |
| Показник                                      | Січ.             | Лют.             | Бер.             | Квіт.            | Трав.            | Черв.            | Лип.             | Серп.            | Вер.             | Жовт.            | Лист.            | Груд.            |                  |
| Середній максимум, °C                         | 9,39             | 9,96             | 12,08            | 17,59            | 22,08            | 25,10            | 27,34            | 27,20            | 23,60            | 20,76            | 16,44            | 11,93            |                  |
| Середня температура, °C                       | 4,45             | 5,02             | 7,14             | 12,64            | 17,13            | 20,15            | 23,14            | 23,00            | 19,39            | 16,57            | 12,23            | 7,72             |                  |
| Середній мінімум, °C                          | −0,5             | 0,08             | 2,20             | 7,70             | 12,18            | 15,22            | 18,93            | 18,78            | 15,18            | 12,36            | 8,03             | 3,50             |                  |
| Норма опадів, мм                              | 79               | 64               | 68               | 53               | 38               | 24               | 12               | 35               | 80               | 120              | 98               | 115              |                  |
| Середньомісячна швидкість вітру, м/с          | 2.30             | 2.40             | 2.40             | 2.35             | 2.31             | 2.60             | 2.60             | 2.40             | 2.15             | 2.09             | 2.00             | 2.00             |                  |
| Середньомісячна сонячна радіація, кДж/м²·день | 6842             | 9050             | 11184            | 15887            | 20189            | 22914            | 23852            | 19995            | 16345            | 11139            | 8487             | 6532             |                  |
| --------------------------------------------- | ---------------- | ---------------- | ---------------- | ---------------- | ---------------- | ---------------- | ---------------- | ---------------- | ---------------- | ---------------- | ---------------- | ---------------- | ---------------- |
| Джерело:                                      |                  |                  |                  |                  |                  |                  |                  |                  |                  |                  |                  |                  |                  |